# Verband der Amateurmusiker und -vereine Österreichs
Der Verband der Amateurmusiker und -vereine Österreichs (VAMÖ)  ist ein österreichischer Verein mit Sitz in Wien (ZVR 238491051). Dieser Dachverband wurde im Jahr 1924 gegründet um das Musizieren mit den Instrumenten Akkordeon, Gitarre, Hackbrett, Mandoline, Tamburizza und Zither zu erhalten und zu fördern.

## Geschichte
Nach dem Ersten Weltkrieg schlossen sich einige Mandolinen- und Zithervereine zu einer Dachorganisation zusammen. 1924 fand die erste konstituierende Sitzung statt. 1925 erschien zum ersten Mal die Verbandszeitschrift Die neue Volksmusik.
1925 fand im Großen Konzerthaussaal in Wien unter der Leitung von Friedenthal das erste Verbandskonzert mit 340 Mitwirkenden statt. 1926 fand der erste Verbandstag statt. 1928 trat das zuvor gegründete Verbandsorchester erstmals mit 44 Musikern unter der Leitung von Hans Ortmann im Rundfunk auf.
1928 wurde eine „Arbeiter-Musikschule“ gegründet und Musikunterricht auf allen Instrumenten erteilt sowie Unterricht in Musiktheorie. Infolgedessen schlossen sich auch Blasmusikvereine und Laienstreichorchester dem Verband an.
1929 wurde der Verein umbenannt in Zentralverband der Arbeiter-Musikvereine Österreichs. 1930 wurde eine Geschäftsstelle geschaffen, die Instrumente und Musikalien preisgünstig zur Verfügung stellte. 1932 wurde der Name erneut abgeändert in Verband der Arbeiter-Musikvereine Österreichs (VAMÖ). Seit 1993 bedeutet die Kurzform VAMÖ Verband der Amateurmusiker und -vereine Österreichs.
Im Zuge der Februarkämpfe 1934 wurde die sozialdemokratische Arbeiterbewegung verboten und alle ihr nahestehenden Organisationen aufgelöst. So auch der VAMÖ. Nach Ende des Zweiten Weltkriegs 1945 wurde mit dem Wiederaufbau der Verbandes begonnen.
Im Jahr 1946 schloss sich der „Bund vereinigter Volksmusikvereine“ dem VAMÖ an. Die Monatszeitung des Bundes Allgemeine Volksmusik-Zeitung wurde vom VAMÖ übernommen und ab August 1946 als Die Volksmusik weitergeführt. Der 1. Verbandstag des VAMÖ fand im November 1946 im Alten Rathaus in Wien statt.
Zu dieser Zeit waren 22 Vereine (18 Wiener, drei Niederösterreicher und ein Steirer) Mitglied des Verbandes. Es waren dies neun Mandolinenvereine, neun Zithervereine, zwei Blasmusiken, ein Tamburicaverein und eine Jazzgruppe. Es gelang, die Rundfunkkonzerte wieder ins Leben zu rufen. Im Jahr 1947  fand ein Auftritt von 300 Musikern im Arkadenhof des Wiener Rathauses statt.
Ebenfalls 1947 wurde ein Dirigentenlehrgang eingerichtet und außerdem wegen des Mangels an Musikstücken für Mandoline und Zither ein Kompositionswettbewerb ins Leben gerufen. Von 1948 bis 1952 fanden fünf solcher Wettbewerbe statt.
In den nächsten Jahrzehnten nahmen die Orchester immer häufiger an Rundfunkkonzerten teil. Die Dirigentenlehrgänge wurden ausgebaut. Es kam zur Einrichtung der VAMÖ-Konzerte ab 1958 in Wien und ihrer Ausweitung auf die Bundesländer, zur alljährlichen Teilnahme an der Eröffnung der Wiener Festwochen, zur Ausgestaltung der Verbandszeitschrift zu einem angesehenen Fachblatt mit Beiträgen zahlreicher Autoren wie u. a. Adolf Grünberger, Franz Knotzinger, Georg Kotek, Heinrich Pröll, Leopold Wech, Emil Wiessensteiner. Außerdem wurde das Akkordeon als Instrument gefördert und die Kontakte ins Ausland erweitert.
Um 1981 veränderte sich die Struktur des Verbandes. Die seminaristische Weiterbildung setzte sich durch und auch der VAMÖ-Akkordeonwettbewerb zeigte ein hohes Niveau musikalischer Qualität.
2017 wurde auf Betreiben des Verbandes die "Wiener Stimmung und Spielweise der Zither" in das immaterielle Kulturerbe aufgenommen.

## Aktivitäten
Die Fachgruppe für Zither begann 1979 mit dem ersten Zitherseminar in Großrußbach. 1982 folgte die Fachgruppe für Mandoline und Gitarre in Feichtenbach. Beide Seminare werden heute noch angeboten. Ebenfalls 1982 begannen die Akkordeon-Wettbewerbe, die seither regelmäßig durchgeführt werden. Überdies veranstaltete die Akkordeonfachgruppe im Jahr 1980 den internationalen Akkordeonwettbewerb „Welt-Trophäe“ der C. M. A. in Brunn am Gebirge.
Bestandteil der Verbandstätigkeit sind die seit 1958 stattfindenden VAMÖ-Konzerte. Bis heute finden sich Vereine zum gemeinsamen Spiel ein. Seit 1994 veranstaltet der VAMÖ gemeinsam mit Basis.Kultur.Wien jedes Jahr im Oktober das Herbstfestival „Freude mit Musik“. Neben den Orchestern des VAMÖ wirken daran auch Chöre, Blasmusikgruppen und Symphonieorchester mit.